# Imatran Ketterä
Imatran Ketterä ist ein 1957 gegründeter finnischer Eishockeyklub aus Imatra. Die Mannschaft spielt in der Suomi-sarja und trägt ihre Heimspiele in der Karhumäen jäähalli aus.

## Geschichte
Der Verein wurde 1957 gegründet. In der Saison 1982/83 nahm die Mannschaft erstmals an der I-divisioona, der damals noch zweiten finnischen Spielklasse, teil. In dieser konnte sich die Mannschaft in den folgenden neun Jahren etablieren, ehe sie in der Saison 1990/91 in die drittklassige II-divisioona abstieg. Von 1993 bis 1997 trat die Mannschaft erneut in der I-divisioona an. Seit der Saison 2002/03 spielt Ketterä in der neuen dritten Spielklasse, der Suomi-sarja. In der Saison 2008/09 gewann das Team den Meistertitel der Suomi-sarja, verfehlte anschließend in der Relegation jedoch den Aufstieg in die Mestis.  

## Bekannte Spieler
- Jim Bedard
- Jussi Markkanen
- Pasi Nurminen
- Jari Pasanen
- Gary Prior